# Moravecké Pavlovice
Moravecké Pavlovice (in tedesco Morawetz Pawlowitz) è un comune ceco situato nel distretto di Žďár nad Sázavou, nella regione di Vysočina.